# 丛生薹草
丛生薹草（学名：Carex caespititia），为莎草科薹草属下的一个植物种。分布在尼泊尔以及中国大陆的西藏、四川西南部、云南西北部等地，生长于海拔2,000米至3,200米的地区，多生在水边。